# Dreamcatcher (Band)
Dreamcatcher (koreanisch 드림캐쳐), vormals bekannt als MINX, ist eine südkoreanische Girlgroup der dritten K-Pop-Generation, die beim Label Dreamcatcher Company (bis Februar 2019 direkt bei Happyface Entertainment) unter Vertrag steht. Die Band besteht aus sieben Mitgliedern: JiU, SuA, Siyeon, Handong, Yoohyeon, Dami und Gahyun. Das offizielle Debüt war am 13. Januar 2017 mit dem Single-Album Nightmare. Typisch für Dreamcatcher sind härtere Gitarrenriffs, die unter die eingängigen Pop-Melodien der Songs gelegt werden. Der offizielle Fanclub-Name lautet InSomnia.

## Geschichte

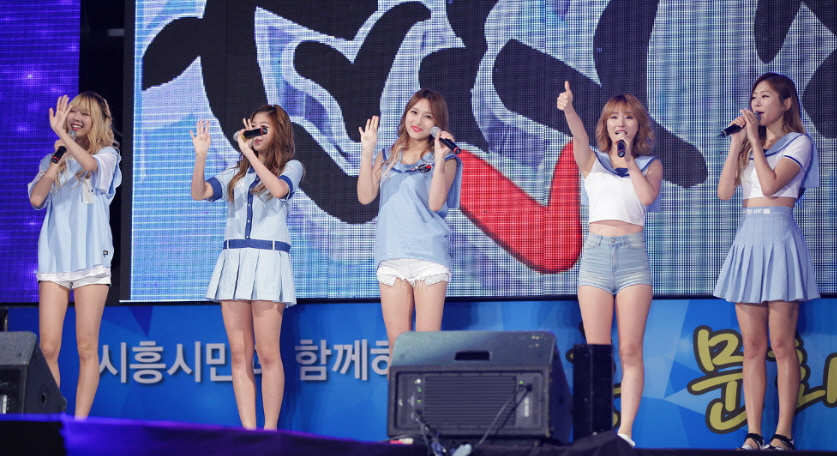
MINX (2015)

### 2014–2016: Debüt als MINX
Fünf der sieben Bandmitglieder debütierten 2014 als MINX mit den elektronisch angehauchten Upbeat-Songs Action und Why Did You Come To My Home?. Die EP Love Shake (2015) veröffentlicht wurde, konnte jedoch nicht in die Top 10 der koreanischen Charts einsteigen. So gab 2016 Happy Face Entertainment bekannt, dass sie auf ein Re-Debüt der Gruppe hinarbeiten.

### Seit 2017: Re-Debüt als Dreamcatcher
Mit zwei neuen Mitgliedern und einem komplett neuen Sound schafften es Dreamcatcher mit dem ersten Single-Album Nightmare, die vormals erreichten Verkaufszahlen zu verdoppeln. Mit dem Single-Album Fall Asleep in the Mirror von 2017 stieg Dreamcatcher auf Platz 7 der koreanischen Charts ein. Die erste EP der Band, Prequel, erreichte 2017 Platz 4 der Charts.
2017 nahmen JiU, Siyeon, Yoohyeon und Dami an der YG-Castingshow Mixine teil, verließen diese jedoch vorzeitig.

## Mitglieder
| Name          | Geburtsname          | Geburtstag (Alter)   | Geburtsort | Position                           |
| ------------- | -------------------- | -------------------- | ---------- | ---------------------------------- |
| JiU 지유      | Kim Min-ji 김민지    | 17. Mai 1994 (30)    | Daejeon    | Team leader Lead Vocal, Lead Dance |
| SuA 수아      | Kim Bo-ra 김보라     | 10. August 1994 (30) | Changwon   | Sub Vocal, Main Dance, Lead Rap    |
| Siyeon 시연   | Lee Si-yeon 이시연   | 1. Oktober 1995 (29) | Daegu      | Main Vocal                         |
| Handong 한동  | Han Dong 韓東        | 26. März 1996 (28)   | Wuhan      | Sub Vocal                          |
| Yoohyeon 유현 | Kim Yoo-hyeon 김유현 | 7. Januar 1997 (28)  | Incheon    | Lead Vocal                         |
| Dami 다미     | Lee Yoo-bin 이유빈   | 7. März 1997 (28)    | Seoul      | Sub Vocal, Lead Dance, Main Rap    |
| Gahyun a 가현 | Lee Ga-hyun 이가현   | 3. Februar 1999 (26) | Seongnam   | Sub Vocal, Lead Rap                |

## Diskografie

### Studioalben
| Jahr                 | Titel Musiklabel                                              | Höchstplatzierung, Gesamtwochen, AuszeichnungChartplatzierungen (Jahr, Titel, Musiklabel, Platzierungen, Wochen, Auszeichnungen, Anmerkungen) | Höchstplatzierung, Gesamtwochen, AuszeichnungChartplatzierungen (Jahr, Titel, Musiklabel, Platzierungen, Wochen, Auszeichnungen, Anmerkungen) | Anmerkungen                              |
| Jahr                 | Titel Musiklabel                                              | KR | JP | Anmerkungen                              |
| -------------------- | ------------------------------------------------------------- | --- | --- | ---------------------------------------- |
| Südkoreanische Alben |                                                               | | |                                          |
|                      |                                                               | | |                                          |
| 2020                 | Dystopia: The Tree of Language Dreamcatcher Company (Dreamus) | KR3 (21 Wo.)KR | — | Erstveröffentlichung: 18. Februar 2020   |
| 2022                 | Apocalypse: Save Us Dreamcatcher Company (Sony Music)         | KR4 (10 Wo.)KR | — | Erstveröffentlichung: 12. April 2022     |
| Japanische Alben     |                                                               | | |                                          |
|                      |                                                               | | |                                          |
| 2019                 | The Beginning of the End Pony Canyon                          | — | JP7 (2 Wo.)JP | Erstveröffentlichung: 11. September 2019 |

### Single-Alben
| Jahr                        | Titel Musiklabel                                                        | Höchstplatzierung, Gesamtwochen, AuszeichnungChartsChartplatzierungen (Jahr, Titel, Musiklabel, Platzierungen, Wochen, Auszeichnungen, Anmerkungen) | Anmerkungen                                       |
| Jahr                        | Titel Musiklabel                                                        | KR | Anmerkungen                                       |
| --------------------------- | ----------------------------------------------------------------------- | --- | ------------------------------------------------- |
| Südkoreanische Single-Alben |                                                                         | |                                                   |
|                             |                                                                         | |                                                   |
| 2014                        | Why Did You Come to My Home? Happy Face Entertainment (Universal Music) | — | Erstveröffentlichung: 18. September 2015 als Minx |
| 2017                        | Nightmare Happy Face Entertainment (Interpark)                          | KR25 (11 Wo.)KR | Erstveröffentlichung: 13. Januar 2017             |
| 2017                        | Fall Asleep in the Mirror Happy Face Entertainment (Interpark)          | KR7 (9 Wo.)KR | Erstveröffentlichung: 5. April 2017               |
| 2024                        | Luck Inside 7 Doors Dreamcatcher Company                                | — | Erstveröffentlichung: 8. März 2024                |
| 2024                        | My Christmas Sweet Love Dreamcatcher Company                            | KR8 (3 Wo.)KR | Erstveröffentlichung: 20. Dezember 2024           |
| Japanische Single-Alben     |                                                                         | |                                                   |
|                             |                                                                         | |                                                   |
| 2021                        | Eclipse Pony Canyon (Interpark)                                         | — | Erstveröffentlichung: 24. März 2021               |

### EPs
| Jahr             | Titel Musiklabel                                            | Höchstplatzierung, Gesamtwochen, AuszeichnungChartplatzierungen (Jahr, Titel, Musiklabel, Platzierungen, Wochen, Auszeichnungen, Anmerkungen) | Höchstplatzierung, Gesamtwochen, AuszeichnungChartplatzierungen (Jahr, Titel, Musiklabel, Platzierungen, Wochen, Auszeichnungen, Anmerkungen) | Anmerkungen                              |
| Jahr             | Titel Musiklabel                                            | KR | JP | Anmerkungen                              |
| ---------------- | ----------------------------------------------------------- | --- | --- | ---------------------------------------- |
| als Minx         |                                                             | | |                                          |
|                  |                                                             | | |                                          |
| 2015             | Love Shake Happy Face Entertainment (Universal Music)       | KR10 (4 Wo.)KR | — | Erstveröffentlichung: 7. Juli 2015       |
| als Dreamcatcher |                                                             | | |                                          |
|                  |                                                             | | |                                          |
| 2017             | Prequel Happy Face Entertainment (Interpark)                | KR4 (6 Wo.)KR | JP36 (1 Wo.)JP | Erstveröffentlichung: 27. Juli 2017      |
| 2018             | Escape the Era Happy Face Entertainment (Interpark)         | KR3 (7 Wo.)KR | JP29 (1 Wo.)JP | Erstveröffentlichung: 10. Mai 2018       |
| 2018             | Alone in the City Happy Face Entertainment (Genie Music)    | KR2 (15 Wo.)KR | — | Erstveröffentlichung: 20. September 2018 |
| 2019             | The End of Nightmare Dreamcatcher Company (Genie Music)     | KR3 (4 Wo.)KR | JP43 (1 Wo.)JP | Erstveröffentlichung: 13. Februar 2019   |
| 2019             | Raid of Dream Dreamcatcher Company (Genie Music)            | KR3 (4 Wo.)KR | — | Erstveröffentlichung: 18. September 2019 |
| 2020             | Dystopia: Lose Myself Dreamcatcher Company (Genie Music)    | KR3 (12 Wo.)KR | — | Erstveröffentlichung: 17. August 2020    |
| 2021             | Dystopia: Road to Utopia Dreamcatcher Company (Genie Music) | KR1 (7 Wo.)KR | — | Erstveröffentlichung: 26. Januar 2021    |
| 2021             | Summer Holiday Dreamcatcher Company (Sony Music)            | KR2 (7 Wo.)KR | — | Erstveröffentlichung: 30. Juli 2021      |
| 2022             | Apocalypse: Follow us Dreamcatcher Company (Sony Music)     | KR4 (8 Wo.)KR | — | Erstveröffentlichung: 11. Oktober 2022   |
| 2023             | Apocalypse: From us Dreamcatcher Company (Sony Music)       | KR7 (8 Wo.)KR | — | Erstveröffentlichung: 24. Mai 2023       |
| 2023             | Villains Dreamcatcher Company (Sony Music)                  | KR3 (8 Wo.)KR | — | Erstveröffentlichung: 22. November 2023  |
| 2024             | Virtuous Dreamcatcher Company (Sony Music)                  | KR6 (10 Wo.)KR | — | Erstveröffentlichung: 10. Juli 2024      |

### Singles
Als Minx
- 2014: Why Did You Come to My Home? (우리 집에 왜 왔니?)
- 2014: Rockin’ Around the Christmas Tree (mit Dal Shabet)
- 2015: Love Shake

| Jahr             | Titel                     | Höchstplatzierung, Gesamtwochen, AuszeichnungChartsChartplatzierungen (Jahr, Titel, Platzierungen, Wochen, Auszeichnungen, Anmerkungen) | Anmerkungen                             |
| Jahr             | Titel                     | JP | Anmerkungen                             |
| ---------------- | ------------------------- | --- | --------------------------------------- |
| als Dreamcatcher |                           | |                                         |
|                  |                           | |                                         |
| 2018             | What Alone in the City    | JP12 (2 Wo.)JP | Erstveröffentlichung: 21. November 2018 |
| 2019             | Piri The End of Nightmare | JP13 (1 Wo.)JP | Erstveröffentlichung: 13. März 2019     |
| 2020             | Endless Night –           | JP13 (3 Wo.)JP | Erstveröffentlichung: 11. März 2020     |
| 2021             | Eclipse                   | JP17 (2 Wo.)JP | Erstveröffentlichung: 24. März 2021     |

Weitere Singles
- 2017: Chase Me
- 2017: Good Night
- 2017: Fly High (날아올라)
- 2018: Full Moon
- 2018: You and I
- 2019: Deja Vu (데자부)
- 2020: Scream
- 2020: Be The Future (mit AleXa und In2It)
- 2020: R.o.S.E Blue (Prod. ESTi)
- 2020: Boca
- 2020: No More (JP)
- 2021: Odd Eye
- 2021: Because
- 2022: Maison
- 2022: Vision
- 2023: Reason
- 2023: Bonvoyage
- 2023: OOTD
- 2024: Justice
- 2024: My Christmas Sweet Love

## Auszeichnungen

### Musikshows
| Jahr | Datum     | Titel     |
| ---- | --------- | --------- |
| 2022 | 20. April | MAISON    |
| 2023 | 31. Mai   | BONVOYAGE |

| Jahr | Datum     | Titel     |
| ---- | --------- | --------- |
| 2022 | 26. April | MAISON    |
| 2023 | 30. Mai   | BONVOYAGE |